# 中毒パズル レベルス
『中毒パズル レベルス』（ちゅうどくパズル レベルス）は、日本のインディーゲームサークルflowが2016年5月17日より配信しているiOS、Android用パズルゲーム。2017年7月13日には、iOS、Android版に調整を加えたNintendo Switch用ソフト『中毒パズル レベルス+』（ちゅうどくパズル レベルスプラス、英題: Levels+: Addictive Puzzle Game）が発売、2020年8月6日には、アーケード版『中毒パズル レベルスVS』がタイトー・NESiCAxLive2にて稼働開始された。

## 概要
場に並んだ同種・同レベルのパネル同士を重ねてレベルを上げ、「味方」パネルで「敵」パネルを倒したり「お宝」パネルを取得したりし、最終的に「お宝」によるスコアを競うパズルゲーム。
iOS、Android版（以下スマートデバイス版と表記）の配信後、任天堂のインディーゲーム担当者からの提案を受け、Nintendo Switch版（以下Switch版と表記）の制作を開始。2017年5月20日・5月21日開催のインディーゲーム紹介イベント「BitSummit」でSwitch版を『中毒パズル レベルス+』として出展した。

## システム

### 基本ルール
青、黄、赤の3種類のパネル計25枚が、5×5の並びでランダムに配置される。青は「味方」、黄は「お宝」、赤は「敵」を表す。パネルの表面には、パネルの特徴を示す絵柄のほか、各パネルのレベルを表す数字が記されている。青と黄のパネルは後述の条件により移動できるが、赤パネルは直接の移動ができない。
青と黄のパネルを隣接する同色・同レベルのパネルに移動させて重ねることで新たにレベルが1つ上のパネルができる（例えば、レベル2同士のパネルを合わせるとレベル3になる）。また、青パネルは自身のレベルと同等以下の隣接した黄、赤パネルの場所に移動してそのパネルを消すことができる（Switch版では黄パネルを自身のレベル以上の青パネルに移動し取り込ませることも可能）。黄パネルを消した際には黄パネルのレベルの高さに応じたスコアが加算される。パネルの移動後は、後ろに続く同列のパネルも全て同方向に移動し、末尾に新たなパネルが1枚追加される。追加パネルの種類はランダムだが、赤パネルはゲームが進行するごとに高レベルのものが追加されるようになる。
「カミナリ」により、フィールド上の赤パネルをレベル1の黄パネルに変化させることができる（スマートデバイス版はランダムで7箇所、Switch版は全箇所）。カミナリは手詰まり状態になった際に自動で用いられるほか、Switch版では任意のタイミングでも使用できる。スマートデバイス版では3回まで使用可能で使用時には「カミナリ石」を一定数消費する（消費数は回数が増えるほど増加する）。このカミナリ石は、レベル5の黄パネルや後述の「隠しパネル」を消した時、好成績でゲームを終えた時のほか、課金することにより入手できる。一方、Switch版では初期プレイ時には使用できないが、初めてレベル5の黄パネルを消した際に要素が解放され、以降、1ゲーム中に1回のみ使用できるようになる。
移動できるパネルがなくなり手詰まり状態となった際にゲーム終了となる。

### その他のシステム
赤パネルの表面にはレベルの数字と共にレベルに応じた敵の絵柄が描画されているが、まれに、通常とは異なる絵柄のものが追加される場合がある。これは「隠しパネル」と呼ばれ、青パネルで消すことでメニュー画面の敵一覧に登録される。また前述のように、スマートデバイス版では隠しパネルを消した際にカミナリ石が手に入る。

## スマートデバイス版とSwitch版の違い
- スマートデバイス版はタッチ操作、Switch版はタッチ操作に加えSwitch本体の各種操作に対応。
- スマートデバイス版ではパネルが縦長に、Switch版では横長に描画されているほか、スコアなどのレイアウトが異なる。
- Switch版では一部効果音が変更されている。
- Switch版では次に追加されるパネルが「NEXT」の枠内に表示される。
- 追加される青と黄のパネルは、スマートデバイス版ではレベル1のみだが、Switch版ではレベル2と3のものも追加されることがある。
- Switch版では黄パネルを高レベルの青パネルに向けて移動できる。
- 前述のように、カミナリについての仕様が異なる。
- スマートデバイス版では広告が表示され、「カミナリ石」を有料で販売している。Switch版には課金要素は無い。

## アーケード版
『中毒パズル レベルスVS』は、タイトーのアーケードゲームシステムであるNESiCAxLive2用ソフトとして2020年8月6日に稼働開始された。1人プレイ用の「シングルモード」に加え、2人対戦用の「VSモード」も含まれている。
本作では一部ルールが変更されている。2つのモード共通の変更点として、これまでは追加パネルの種類はランダムだったが、本作では以下の法則に基づいて追加される。
- 赤パネルを消す → 黄パネルが追加
- 黄パネルのレベルが上がる → 青パネルが追加
- 青パネルのレベルが上がる、または黄パネルを消す → 赤パネルが追加

このほか、モードごとに以下の追加・変更点がある。
シングルモード
時間制限要素として、一定時間操作せずにいると「バクダン」が投下され、3回目の投下で即ゲームオーバーとなる。
VSモード
対戦は2ラウンド先取のルールで行われる。
このモードにおける黄パネルは「お宝」ではなく「魔力」となる。プレイ中の画面はプレイヤー2人の陣営が左右に青と赤の色で分けられているが、魔法の使用（黄パネルを消した時に発動）により、レベルの高さに応じて自陣エリアを敵陣に押し込むことができ、自陣の色を100%にすれば勝利となる。また、一方が手詰まりとなった場合にも勝敗が決まる。
大きく押し込んでも(押し込まれても)即座に勝負がつかず、実際の勝敗が付く濃い色のエリアが進む速度はゆっくりなため、勝敗が付く前に敵の攻撃で押し返される(自分の攻撃で押し返す)こともある。
シングルモードと同様にバクダンが投下されるが、同時に赤パネル以外のパネルをランダムでレベル10の赤パネルに変えるというペナルティが科され、1回目は1か所を、2回目は3か所を変更、3回目は全パネルが変更の対象となり結果として手詰まりでラウンド敗北となる。